# M'ama non m'ama (programma televisivo)
M'ama non m'ama è stato un game show italiano andato in onda su Rete 4, dal 13 febbraio 1983 al 2 giugno 1985 dal lunedì al venerdì dalle 19.30 alle 20.30 per tre edizioni; ha esordito sotto la gestione Arnoldo Mondadori Editore, per proseguire la sua programmazione anche dopo l'ingresso di Rete 4 all'interno del nascente gruppo Fininvest. Il programma è poi stato riproposto nel 1987 da Odeon TV e nel 1994 con un nuovo titolo da Italia 7.

## La trasmissione
Il programma, in onda nella fascia preserale della rete dalle 19.30 per un'ora, è stato condotto da Sabina Ciuffini e Marco Predolin nelle sue prime due edizioni e da Predolin insieme a Ramona Dell'Abate nella terza e ultima. Dal 25 marzo 1984, il successo del quiz ha permesso di crearne un'edizione per la prima serata intitolata M'ama non m'ama Show andata in onda alla domenica sera, con la partecipazione dell'attrice Gianna Martorella e arricchita dalla presenza di ospiti VIP.
Ideato da Paolo Limiti e dallo statunitense Steve Carlin con il sottotitolo "il gioco dell'amore", è stato a tutti gli effetti il primo dating game trasmesso dalla tv italiana: in ogni puntata, due "cacciatori" si contendevano quattro "prede" rispondendo ad una serie di domande le cui risposte erano a scelta tra il "vero" e il "falso"; nel gioco finale i vincitori potevano aggiudicarsi un premio rispondendo a domande di cultura generale sui petali dell'enorme margherita ricostruita in studio.
La sigla, l'omonima M'ama non m'ama, interpretata dalla cantante Alessandra e scritta da Paolo Limiti con Piero Cassano, ebbe un notevole successo. Alessandra ha dichiarato, durante una puntata dello show I migliori anni, che in veste di "corista d'eccezione" partecipò addirittura Mina, che all'epoca lavorava spesso con Cassano. In realtà, in sala d'incisione i cori vennero cantati dai componenti di un gruppo emergente di allora, i Blue Aquarius, nella formazione con Cristina Mascolo, Flavio Ceriotti, Lisa Cais, Sergio Repici e Marina Ilacqua.
In seguito all'acquisto di Rete 4 da parte della Fininvest, venne prodotta una terza edizione della trasmissione andata in onda dal 1º ottobre 1984 con la presenza di Ramona Dell'Abate in luogo di Sabina Ciuffini, per concludere la stagione il 2 giugno 1985.
Nel 1987 Odeon TV ripropose il programma in una nuova versione di mezz'ora condotta dall'allora debuttante Sebastiano Somma affiancato dalla valletta Simona Tagli in onda dal lunedì al venerdì alle 19.30.
Infine dal 14 marzo 1994 Italia 7 ricompose la coppia Predolin-Dell'Abate per una versione aggiornata del quiz intitolato Ma quanto mi ami?, che però non ottenne i fasti dell'edizione originale e venne presto chiusa. Inoltre, al posto della solita margherita con le dodici scalinate, vi era un telefono gigante, con forme però simili al classico telefono domestico.
Nelle varie edizioni hanno partecipato come concorrenti molti personaggi diventati poi celebri come Francesca Dellera, Corrado Tedeschi, Emanuela Folliero, Giorgio Mastrota, Nicoletta Elmi, Maria Grazia Cucinotta e un insospettabile Rocco Siffredi; per la conduzione su Rete 4 inizialmente si era pensato al comico Lino Toffolo.

## Studi di produzione
L'edizione su Retequattro venne realizzata presso Viale Legioni Romane, 43 e successivamente presso lo Studio One (oggi Profit-Bravo Productions) in Via Mambretti 9 a Milano e in seguito negli Studi C.T.C. e Videotime, mentre su Odeon TV le puntate furono registrate nuovamente negli Studi C.T.C. di Viale Legioni Romane, 43 sempre a Milano.

## Merchandising
Nel 1983, la Arnoldo Mondadori Editore realizzò il gioco in scatola omonimo basato sulla prima edizione del programma.

## Esportazione del format
Il format creato interamente in Italia, a seguito del grande successo, nel luglio del 1984 venne acquistato dal canale statunitense ABC che registrò due pilot dello show per il mercato americano condotti da Alex Trebek mantenendo addirittura il titolo italiano. Il quiz non superò però la prova e non venne prodotto regolarmente negli USA ma in seguito venne realizzato per l'intera stagione 1986-1987 una versione per la TV canadese dal titolo Love Me, Love Me Not. Nel 1988 venne infine realizzata anche un'analoga versione britannica del programma.